# Arabeske

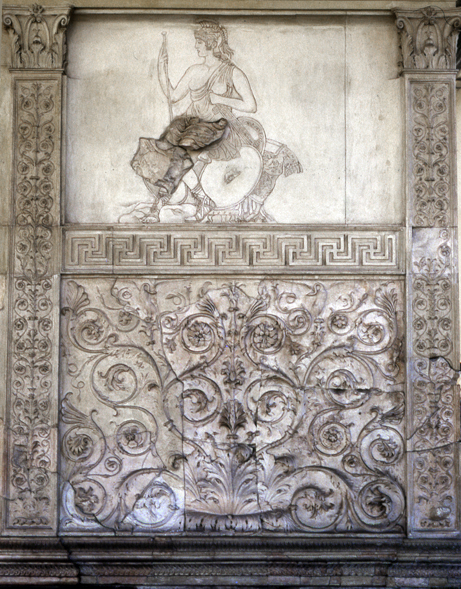
Antikes Rankenornament von der Ara Pacis, Rom, 13 – 9 v. Chr.

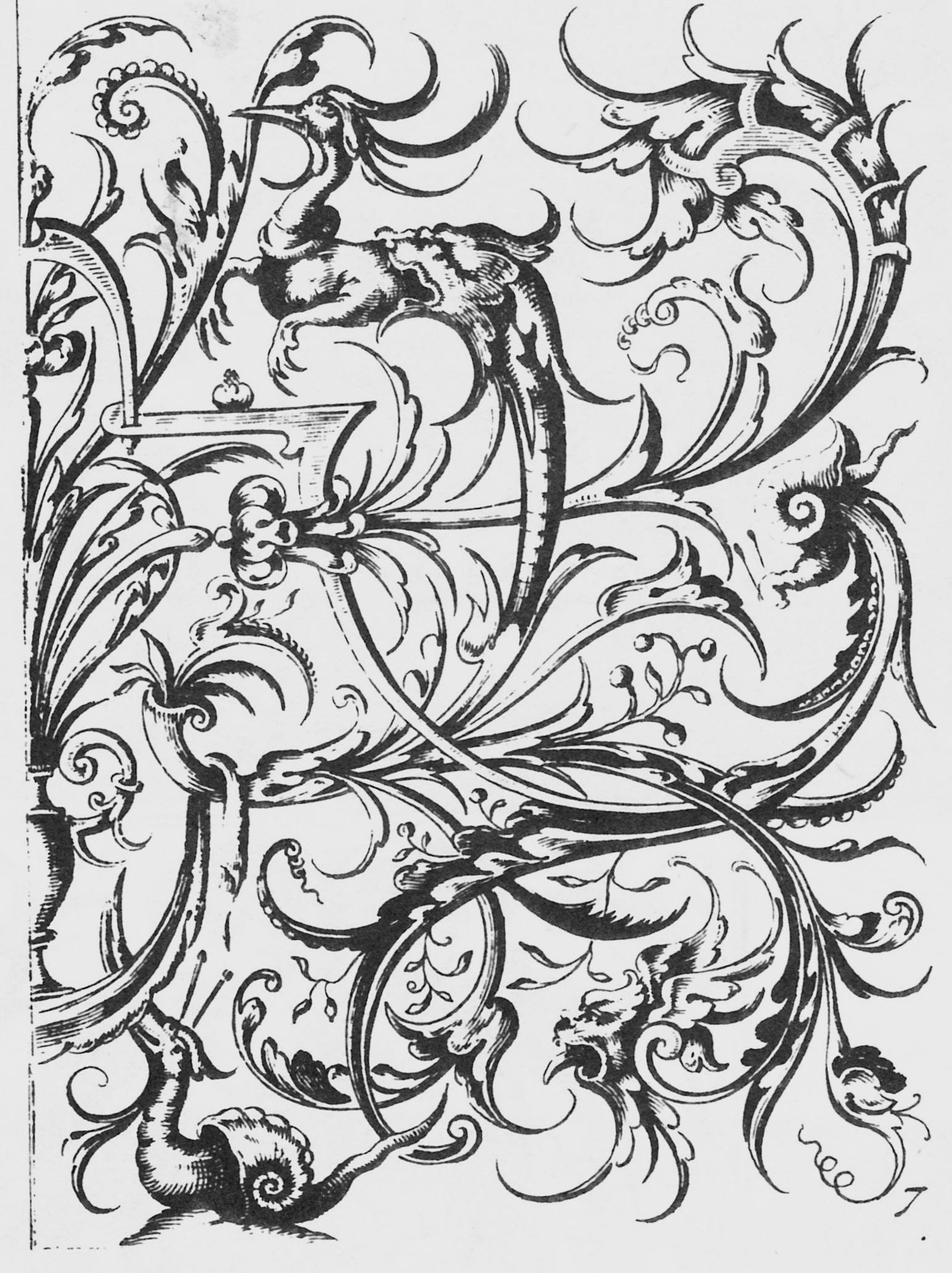
Arabeske aus einer Groteskenfolge des Niederländers Nicasius Rousseel. Kupferstich 1623.

Die Arabeske, aus italienisch arabesco („maurisch, orientalisch“), ist ein aus spätantiken, hellenistischen Vorbildern entwickeltes Rankenornament. Mit dem Begriff werden sowohl die flächenfüllenden, naturnahen Akanthusranken der Renaissance als auch die stilisierteren Blattrankenornamente in der islamischen Kunst benannt. Beide stehen nicht in direkter Abhängigkeit zueinander, haben aber ähnliche Wurzeln.

## Begriffsgeschichte
Abgrenzung und Gebrauch des Begriffs Arabeske sind widersprüchlich und uneinheitlich. Missverständlich ist schon die anachronistische Anwendung auf die spätantiken Dekorformen. Primär handelt es sich um einen 1530 erstmals als rabesci belegbaren Begriff, mit dem man dann auch Akanthusornamente auf den Frontfeldern von Pilastern bezeichnete. Die Begriffswahl hat man damit erklärt, dass die vorbildhafte hellenistisch-römische Ornamentik den Renaissancekünstlern über Byzanz bekannt wurde, das seit 1453 zum Osmanischen Reich gehörte.
Seit dem 17. Jahrhundert wurden die Bezeichnungen Arabeske, Groteske und Maureske oft gleichbedeutend benutzt. Spätestens seit 1851 wird arabesque auch für orientalische Ornamente angewendet, vor allem, seit Alois Riegl den Begriff auf die stilisierte Gabelblattranke der islamischen Kunst einschränkte.
Die Unsicherheit hält bis heute an, ihr kann durch eine konkretere, anschaulichere Wortwahl (z. B. Akanthusranke) entgangen werden.

## Arabeske in der europäischen Kunst
Wesentliche Kennzeichen der Renaissance-Arabeske sind: eine im Vergleich zu anderen Ornamenten relativ organische, naturnahe Wiedergabe, eine nicht immer symmetrische Anordnung, die Gegenläufigkeit der feingliedrigen Volutenranken, die gleichmäßige Flächenfüllung und der in der Regel rechteckige Rahmen.
Diese Elemente charakterisierten schon den Ornamentstil der römischen Kaiserzeit, wo die Akanthusranke als Reliefdekor von Architekturteilen beliebt war. So wurde das Ornament auch in der italienischen Renaissance an Bauten und von Malern bei der Architekturdarstellung sowie im Buchschmuck viel verwendet.
Seit etwa 1520 kehren entsprechende Motive in deutschen Ornamentstichen wieder, gern unter Einbeziehung von Kandelabermotiven und menschlichen Figuren. Zu ihren Stechern gehören Peter Flötner, Heinrich Aldegrever, Barthel Beham, Daniel Hopfer und andere. Ausgeführte Arabeskenreliefs zeigen die Fuggerkapelle Augsburg (1518), der Marktbrunnen in Mainz (1526), das Georgentor in Dresden, die Terrakottafriese des Statius von Düren (1551/66) und die Profanarchitektur in Görlitz.
Die Arabeske unterscheidet sich von der gleichzeitigen Maureske, von der sie nicht immer eindeutig auseinandergehalten wird, durch größere Naturnähe und geringeren Abstraktionsgrad. Während die Arabeske aus antiken Vorbildern ableitbar ist, kam die Maureske durch den Import kunsthandwerklicher Waren aus den maurisch dominierten Gebieten Spaniens über Italien auch nach Deutschland und die Niederlande, wo sie, noch stärker vereinfacht und stilisiert, eine eigene Variante innerhalb des reichen Spektrums der Groteskenornamentik darstellte.

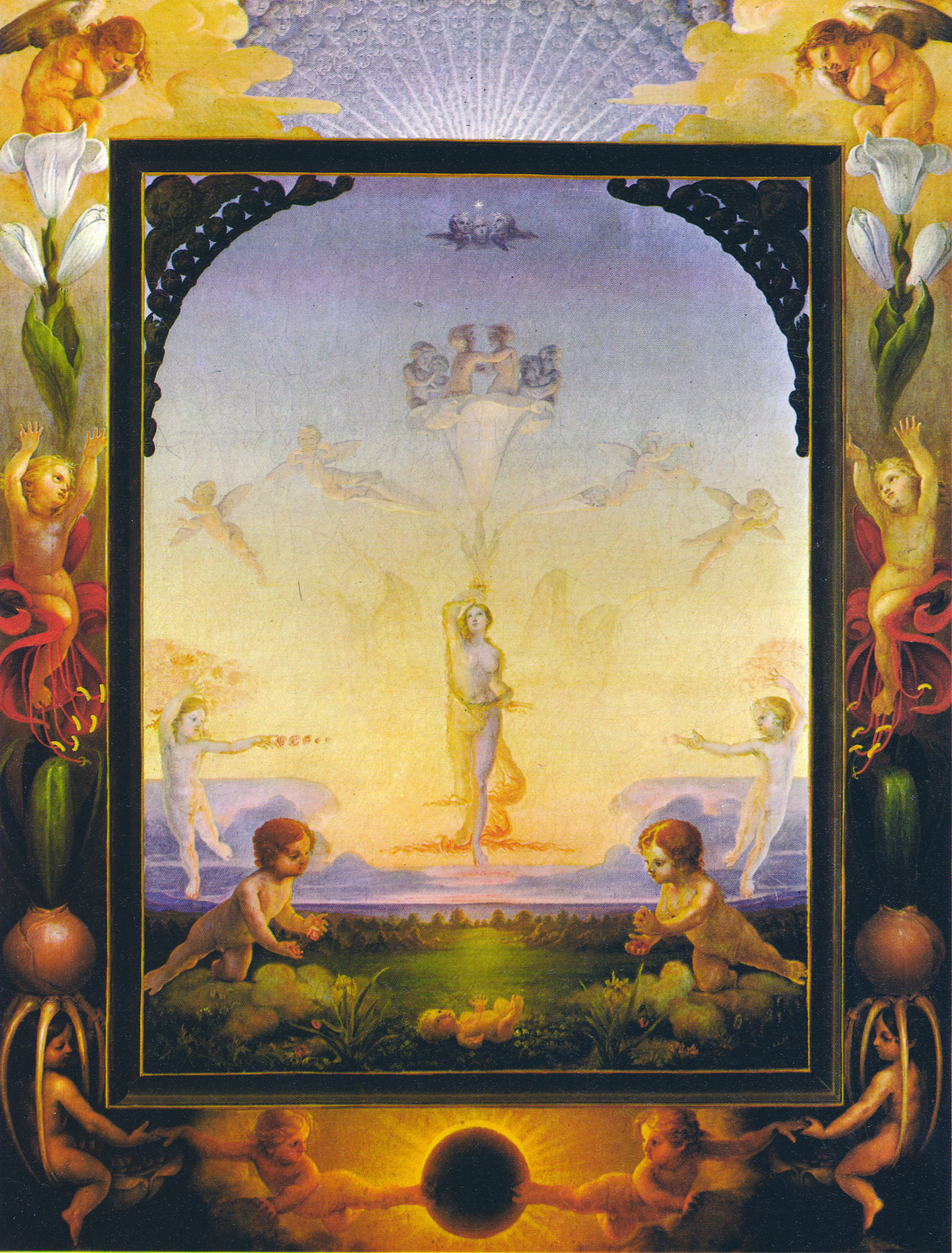
Das Mittelmotiv in Philipp Otto Runges Gemälde Der Morgen (1808) wird von arabeskenartig angeordneten Allegorien gerahmt.

Die Arabeske kennzeichnet keine zeitlich eng begrenzbare Dekorationsweise (wie etwa Knorpelwerk oder Rocaille), sondern bleibt ein wiederholt in verschiedenen Stilen bis über die Barockzeit hinaus aufgegriffenes Motiv.
Die Kultur der deutschen Romantik widmete der Arabeske eine ganz eigene Aufmerksamkeit. Friedrich Schlegel hatte schon ihre Bedeutung als Strukturprinzip aller Dichtung hervorgehoben (siehe den Hauptartikel Arabeske (Literatur)). Auch in der Bildenden Kunst diente sie nunmehr nicht mehr nur als Dekoration, sondern wurde selbst zum Bedeutungsträger. Angeregt weniger von der oben besprochenen Renaissance-Ornamentik Italiens, sondern vor allem von den Randzeichnungen Albrecht Dürers im Gebetbuch Maximilians I., wurde sie häufig als umlaufendes Ornament im Buchschmuck der Zeit verwendet. Aber auch auf Gemälden, z. B. von Philipp Otto Runge wird das Gestaltungsprinzip der rahmenden Arabeske zu einem häufig wiederholten Grundmuster. Die ihr einbeschriebenen allegorischen und symbolischen Motive scheinen spielerisch und gehen doch über das Dekorative weit hinaus. Peter Cornelius, Eugen Napoleon Neureuther, Moritz von Schwind, sogar noch Adolph von Menzel haben diese Gestaltungsform in ihren Kompositionen benutzt.

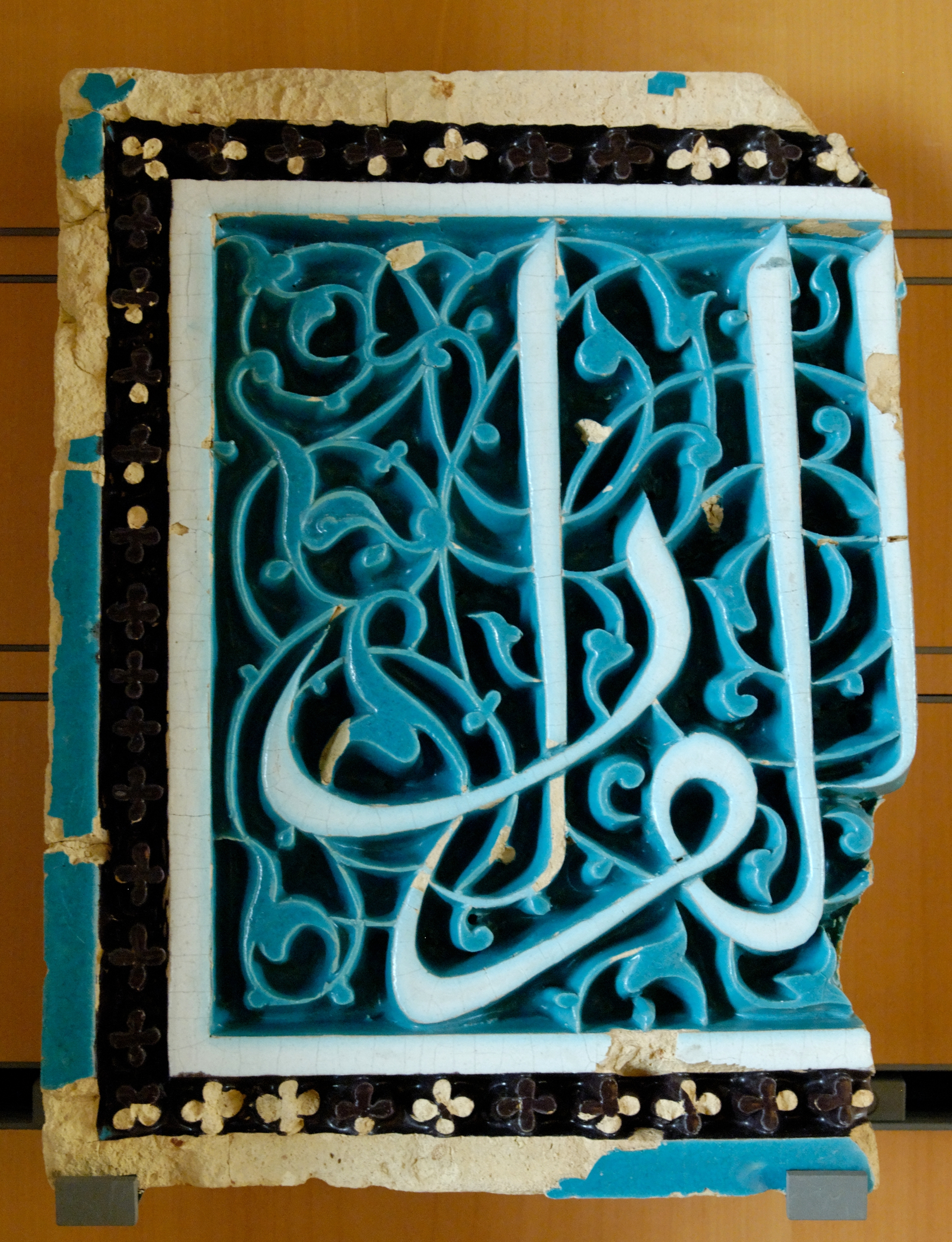
Arabeske Keramik aus der Timuridenzeit

## Arabeske in der islamischen Kunst
Wohl mitbedingt durch das islamische Bilderverbot entwickelte sich im vorderen Orient unter spätantikem Einfluss die für die islamische Kunst typische, flächig stilisierte Ranke aus sich gabelnden Blättern, die in schwingender Bewegung ein Feld gleichmäßig füllen.
Besonders eindrucksvolle Arabesken befinden sich in vielen Sälen der Alhambra in Granada.
Verwendung findet das Muster in Architekturornamentik, Kunsthandwerk und Buchkunst.

## Uniformkunde
In den Bewaffneten Organen der DDR (NVA, MfS, ZV und MdI) wurden die Kragenspiegel als Teil der Rangabzeichen der Dienstgradgruppe der Generale und Flaggoffiziere als Arabeske bezeichnet.